# Желобовский, Михаил Николаевич
Михаи́л Никола́евич Желобо́вский (бел. Міхаіл Мікалаевіч Жалабоўскі; род. 8 мая 1946, Скипоровичи, Барановичская область) — белорусский советский легкоатлет, мастер спорта СССР международного класса, неоднократный чемпион и рекордсмен СССР в беге на 1500 и 5000 метров.

## Биография
Родился 8 мая 1946 года в деревне Скипоровичи (ныне — в Дятловском районе Гродненской области).
Начал заниматься лёгкой атлетикой в Слонимской детско-юношеской спортивной школе у Геннадия Вилькицкого. После школы поступил в Белорусский институт физической культуры, где его наставником стал заслуженный тренер БССР Томас Робертович Реннель.
Участник Олимпиады 1968 года.
Победитель Универсиады 1973 года.